# Kraftwerk Połaniec
Das Kraftwerk Połaniec ist ein Kohlekraftwerk in Połaniec, Woiwodschaft Heiligkreuz, Polen. Es ist im Besitz von Enea und wird auch von Enea betrieben.

## Eigentümer
Enea übernahm 2017 100 % der Anteile der ENGIE Energia Polska von Engie, dem vorherigen Betreiber von Połaniec.

## Kraftwerksblöcke
Das Kraftwerk besteht aus insgesamt 8 Blöcken, die von 1979 bis 1983 in Betrieb gingen. Die folgende Tabelle gibt einen Überblick:
| Block | Max. Leistung (MW) | Betriebsbeginn | Turbine | Generator | Dampfkessel |
| ----- | ------------------ | -------------- | ------- | --------- | ----------- |
| 1     | 225                | 1979           | Zamech  | Dolmel    | Taganrog    |
| 2     | 225                | 1980           | Zamech  | Dolmel    | Taganrog    |
| 3     | 225                | 1980           | Zamech  | Dolmel    | Taganrog    |
| 4     | 225                | 1981           | Zamech  | Dolmel    | Taganrog    |
| 5     | 225                | 1981           | Zamech  | Dolmel    | Taganrog    |
| 6     | 225                | 1982           | Zamech  | Dolmel    | Taganrog    |
| 7     | 225                | 1982           | Zamech  | Dolmel    | Taganrog    |
| 8     | 225                | 1983           | Zamech  | Dolmel    | Taganrog    |

Der Block 8 wurde von 2010 bis 2012 auf die Verbrennung von Biomasse umgerüstet. Jährlich sollen bis zu 890.000 t Holzschnitzel sowie 220.000 t Agrarabfälle genutzt werden. Die Kosten der Umrüstung lagen bei 290 Mio. USD.
Alstom erhielt 2015 den Auftrag, die Blöcke 2 bis 7 zu modernisieren. Dadurch wird sich die Leistung dieser Blöcke auf 240 MW erhöhen. Der Auftragswert lag bei 65 Mio. €.